# Punta Losardo
Punta Losardo ist eine Landspitze an der Black-Küste des Palmerlands auf der Antarktischen Halbinsel. Sie liegt westlich des Kap Hattersley-Smith am Nordufer des Hilton Inlet. 
Argentinische Wissenschaftler benannten sie nach Humberto Francisco Losardo, der am 22. März 1950 beim Absturz einer Avro 694 Lincoln auf der Isla Grande de Tierra del Fuego gemeinsam mit zehn weiteren Besatzungsmitgliedern ums Leben gekommen war.